# Abbia (jeu)
Pour l’article homonyme, voir Abbia (journal).

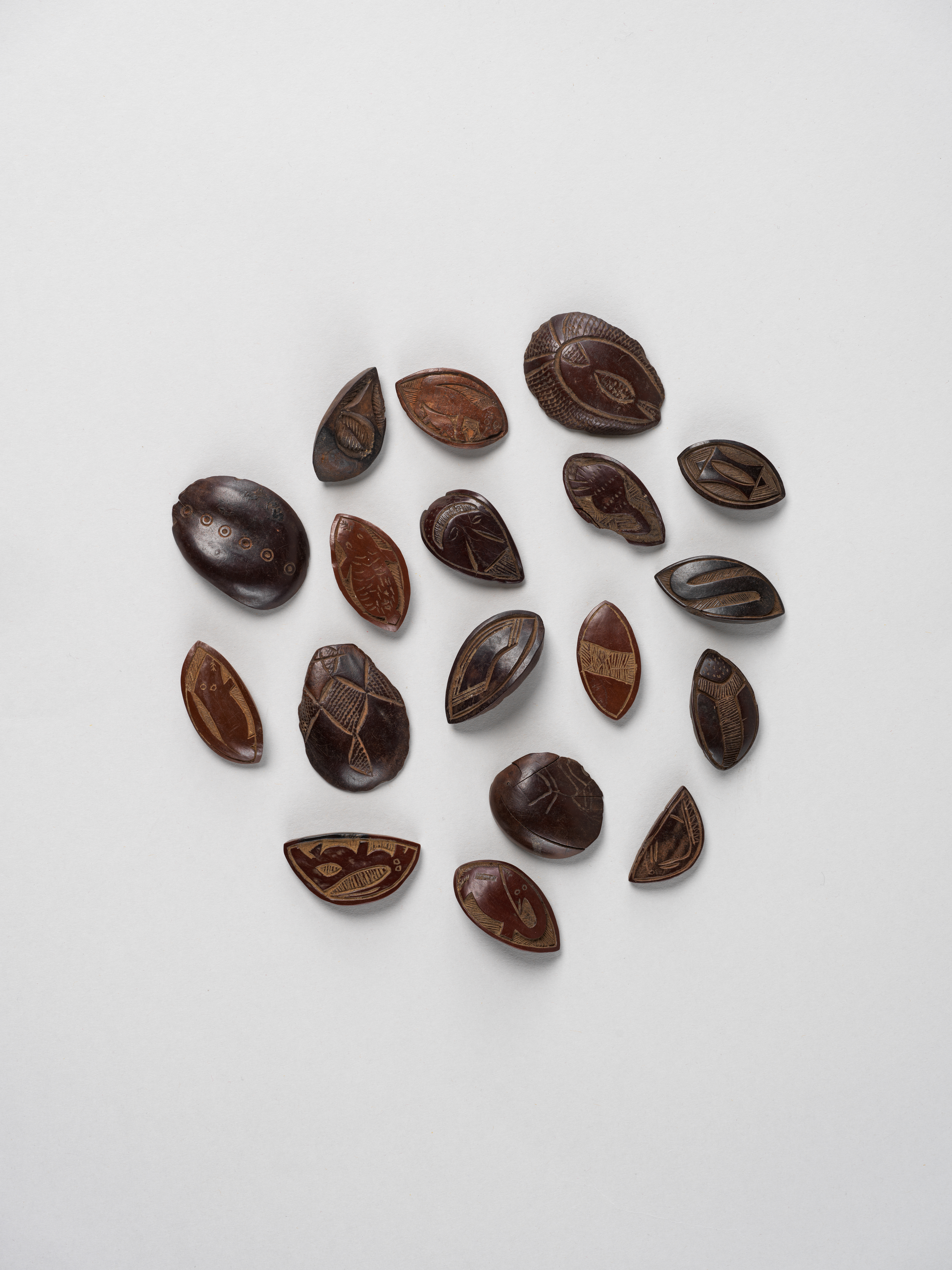
Pièces d'un jeu de Abbia

Abbia est un jeu de hasard africain parmi les Beti du Cameroun. Le jeu implique l'utilisation de coquilles de noix ou de fruits taillés dans un arbre très toxique. Les joueurs échangent des jetons de jeu en pierre pendant la partie.

## Histoire
Les abbia sont des jetons utilisés dans un jeu du même nom, pratiqué pendant de nombreuses années par les Fang-Béti, les populations de la forêt du Sud-Cameroun, avant et durant la colonisation allemande. Son usage s'étend sur des localités telles que Ebolowa, Mbalmayo, Akonolinga, Kribi et Sangmelima.
Ces jetons sont fabriqués à partir du noyau du fruit de l'un arbre appelé Elma, une sapotacée (Mimusops le-testui Lecomte) encore connu sous Mimusops Congolensis, qui est ouvert en deux, puis poli et patiné. Le fabricant y grave les divers sujets qu'il souhaite représenter à l'aide d'un couteau fin sur la face lisse ainsi préparée.

## Représentations
À la surface de ses jetons, les différents motifs gravés sur les abbia représentent des êtres humains, des animaux, des éléments naturels, des structures et des objets réels ou imaginaires. Les disques utilisés ne sont pas décorés et sont découpés dans la peau de la calebasse circulaire, l'enveloppe extérieure. Bien que ces formes soient reconnaissables, il est déconseillé de faire une interprétation directe des sujets ou des objets représentés, car ils sont fortement symboliques et allégoriques à travers des pictogrammes représentant des êtres humains, des animaux, des végétaux et des objets,,.

## Règles
Ce jeu était pratiqué par des hommes assis en cercle autour d'un panier tressé en forme de plaque, où ils plaçaient leurs pierres sculptées. 
Les participants, qu'ils soient 2, 4, 6, 8 ou même plus, se positionnent en demi-cercle, cercle ou carré. Seules des considérations pratiques peuvent restreindre leur nombre. Il est également possible de former des binômes ou des quatuors et de jouer contre des adversaires du même effectif. 
Les joueurs font parfois appel à l'implication d'un arbitre dans le cas de fortes mises. Il est sélectionné pour sa maîtrise des règles du jeu, des traditions et sa capacité à faire preuve d'équité et de neutralité dans ses jugements et ses actions. En tant que responsable du bon déroulement du jeu, il intervient en cas de fraude ou de litige et reçoit une rémunération à la fin de la partie. Le jeu peut se dérouler dans des endroits publics ou à l'abri des regards, dans des lieux privés.

## Interdiction
L'Abbia connaît son apogée entre la fin du XIXe et le début du XXe siècle. Le niveau élevé de la popularité du jeu durant l'occupation allemande conduit à son interdiction, sous peine de châtiment pouvant conduire à la pendaison,,.